# (5402) Kejosmith
(5402) Kejosmith est un astéroïde de la ceinture principale.

## Description
(5402) Kejosmith est un astéroïde de la ceinture principale. Il fut découvert le 27 octobre 1989 à l'Observatoire Palomar par Eleanor Francis Helin. Il présente une orbite caractérisée par un demi-grand axe de 2,05 UA, une excentricité de 0,14 et une inclinaison de 16,7° par rapport à l'écliptique.

## Compléments